# Pegesimallus polygramma
Pegesimallus polygramma là một loài ruồi trong họ Asilidae. Pegesimallus polygramma được Speiser miêu tả năm 1924.